# Sascha Kirschstein
Sascha Kirschstein (Braunschweig, 1980. július 9. –) német labdarúgó, az FC Erzgebirge Aue kapusa.

## Pályafutása
Juniorként kisebb braunschweigi csapatokban védett.
Felnőtt pályafutását 1999-ben kezdte szülővárosában, az Eintracht Braunschweig csapatában. 2002-ben lett a Rot-Weiß Essen labdarúgója. 2004-ben Hamburgba, a Hamburger SV csapatába igazolt, ahol sokszor csak a tartalékcsapatban jutott szóhoz. Két év múlva a Greuther Fürthbe szerződött. 2009-ben lett a Rot Weiss Ahlen kapusa. 2010-ben az FC Ingolstadt 04 igazolta le. 2013 óta az FC Erzgebirge Aue játékosa.